# Golden Rooster Awards
A Golden Rooster Awards (egyszerűsített kínai: 金鸡奖; hagyományos kínai: 金雞獎; pinjin: Jin ji jiang, magyaros átírás szerint: Csin csi csiang) az egyik legtekintélyesebb elismerés, mellyel a kontinentális Kína területén jutalmazzák a filmek és filmkészítők legjobbjait.
A díjat 1981 óta évente adják át. Elnevezése, vagyis az arany kakas az 1981-es év kínai horoszkóp szerinti állatövi jegyéből, a kakasból ered. A kiosztott szobrocska is egy arany kakast formáz, melyet filmkészítőkből, filmszakértőkből és filmtörténészekből álló zsűri szavaz meg.
Eredetileg az elismerés csak a kontinentális kínai jelöltek számára volt elérhető, de 2005-ben tajvani, hongkongi színészek számára is kategória nyílt, hogy az esemény felvehesse a versenyt a tajvani Golden Horse-díjjal.
Az esemény két részből tevődik össze, egy filmfesztiválból és egy díjátadó rendezvényből. Eredetileg a filmfesztivál két külön eseményből állt, a Golden Rooster fesztiválból és Hundred Flowers Awards néven kiosztott díj fesztiváljából. A két fesztivált 1992-ben egyetlen nemzeti eseménnyé olvasztották össze.

## Kategóriák
- Legjobb film
- Legjobb dokumentumfilm
- Legjobb tudományos és ismeretterjesztő film
- Legjobb rajzfilm
- Legjobb hagyományos opera film
- Legjobb színész és színésznő
- Legjobb férfi és női mellékszereplő
- Legjobb forgatókönyv
- Legjobb rendező
- Legjobb fényképező
- Legjobb filmzene
- Legjobb hang
- Legjobb vágás
- Legjobb különleges effektek
- Legjobb jelmez
- Legjobb smink
- Legjobb díszlet
- Időnként különleges és tiszteletbeli díjak is átadásra kerülnek